# Марушівська сільська рада
Марушівська сільська рада — колишня адміністративно-територіальна одиниця та орган місцевого самоврядування в Новоград-Волинському районі й Новоград-Волинській міській раді Волинської округи, Київської та Житомирської областей Української РСР з адміністративним центром у селі Марушівка.

## Населені пункти
Сільській раді на час ліквідації були підпорядковані населені пункти:
- с. Марушівка

## Населення
Кількість населення ради, станом на 1931 рік, становила 1 216 осіб.

## Історія та адміністративний устрій
Створена 23 лютого 1924 року, відповідно до рішення Волинської ГАТК (протокол № 7/2 «Про зміни меж округів, районів та сільрад»), в складі колоній Борисівка Кам'яномайданської сільської ради, Любохин Гульської сільської ради, Людгардин Черницької сільської ради та Мурашівка (Марушівка) Брониківської сільської ради Новоград-Волинського району Житомирської (згодом — Волинська) округи. 28 вересня 1925 року затверджена як німецька національна сільська рада. 28 березня 1928 року кол. Борисівка передано до складу Миколаївської Другої сільської ради Новоград-Волинського району. 1 червня 1935 року, внаслідок ліквідації Новоград-Волинського району, сільську раду передано до складу Новоград-Волинської міської ради Київської області. Станом на 1 жовтня 1941 колонії Любохин та Людгардин не перебувають на обліку населених пунктів.
Станом на 1 вересня 1946 року сільська рада входила до складу Новоград-Волинської міської ради Житомирської області, на обліку в раді перебувало с. Марушівка.
Ліквідована 11 серпня 1954 року, відповідно до указу Президії Верховної ради Української РСР «Про укрупнення сільських рад по Житомирській області», територію ради та с. Марушівка приєднано до складу Брониківської сільської ради Новоград-Волинської міської ради Житомирської області.